# Ariamnes corniger
Espèce
Ariamnes corniger est une espèce d'araignées aranéomorphes de la famille des Theridiidae.

## Distribution
Cette espèce est endémique d'Hawaï. Elle se rencontre sur les îles de Maui et de Lanai.

## Description
Les mâles mesurent de 6,2 à 6,9 mm et les femelles de 8,0 à 8,9 mm.

## Publication originale
- Simon, 1900 : Arachnida. Fauna Hawaiiensis, or the zoology of the Sandwich Isles: being results of the explorations instituted by the Royal Society of London promoting natural knowledge and the British Association for the Advancement of Science. London, vol. 2, p. 443-519 (texte intégral).